# Maesbrook
Maesbrook – wieś w Anglii, w hrabstwie Shropshire. Leży 21 km na północny zachód od miasta Shrewsbury i 244 km na północny zachód od Londynu.